# Grupul Nordic

Sateliții neregulați ai lui Saturn. Diagrama ilustrează grupul Nordic în relație cu alți sateliți neregulați ai lui Saturn. Excentricitatea orbitelor este reprezentată de segmentele galbene (se extind de la pericentru la apocentru) cu înclinația reprezentată pe axa Y.

Grupul Nordic este un grup mare de sateliți neregulați retrograzi ai lui Saturn. Semiaxele lor mari variază între 12 și 24 Gm, înclinațiile lor între 136° și 175° și excentricitățile lor între 0,13 și 0,77. Spre deosebire de grupurile Inuite și Galice, parametrii orbitali sunt larg dispersați și grupul este probabil compus dintr-un număr de subgrupuri cu parametri orbitali și fizici mai omogeni. De exemplu, se crede că numai sateliții cu înclinații de aproximativ 174 de grade cuprind cel puțin două subgrupuri. Alți opt sateliți formează subgrupul Skathi. Semiaxele lor mari lor variază între 15 și 20 Gm, înclinațiile lor între 147° și 158°. Narvi formează un subgrup separat cu Bestla. Uniunea Astronomică Internațională (IAU) își rezervă nume preluate din mitologia nordică (mai ales giganți) pentru acești sateliți. Excepția este Phoebe (mitologia greacă), cel mai mare, care a fost descoperită cu mult înaintea celorlalți.
Descoperirea a 17 sateliți noi din acest grup a fost anunțată în octombrie 2019. O echipă condusă de Scott S. Sheppard folosind Telescopul Subaru de pe Mauna Kea a descoperit 20 de sateliți noi, fiecare de aproximativ 5 kilometri (3,1 mi) în diametru. Se crede că 17 dintre aceștia se potrivesc în grupul Nordic. Unul dintre aceștia este cel mai îndepărtat satelit al lui Saturn. Un concurs public de denumire pentru acești sateliți va fi limitat la nume din mitologia nordică. 
Membrii grupului sunt (în ordinea creșterii distanței față de Saturn):
- Phoebe
- Skathi (subgrupul Skathi)
- S/2004 S 37
- S/2007 S 2
- Skoll (subgrupul Skathi)
- Hyrrokkin (subgrupul Skathi)
- Greip
- Mundilfari
- S/2004 S 13 (? )
- S/2006 S 1 (subgrupul Skathi)
- S/2007 S 3 (? )
- Suttungr
- Gridr
- Jarnsaxa
- Narvi (subgrupul Narvi)
- Bergelmir (subgrupul Skathi)
- Hati
- S/2004 S 17 (? )
- S/2004 S 12 (? )
- Eggther
- Farbauti (subgrupul Skathi)
- Thrymr
- Bestla (subgrupul Narvi)
- S/2004 S 7 (? )
- Aegir
- Beli (subgrupul Skathi)
- Angrboda
- Gerd
- Gunnlod (subgrupul Skathi)
- Skrymir
- S/2006 S 3 (subgrupul Skathi)
- Alvaldi
- Kari (subgrupul Skathi)
- S/2004 S 28
- Loge
- Geirrod (subgrupul Skathi)
- Fenrir
- Ymir
- Surtur
- Thiazzi
- S/2004 S 21 (subgrupul Skathi)
- S/2004 S 39
- S/2004 S 36 (subgrupul Narvi)
- Fornjot
- Saturn LXIV
- Saturn LVIII